# Karol Bromek
Karol Bromek (ur. 13 lutego 1915 w Śmiłowicach, zm. 15 sierpnia 2001 w Krakowie) – polski geograf, profesor nauk geograficznych.

## Życiorys
Urodził się w Śmiłowicach na Zaolziu, w rodzinie polskiego rolnika Jerzego i Marii z domu Kokotek. Był absolwentem Państwowego Gimnazjum Matematyczno-Przyrodniczego w Cieszynie (matura w 1933). Studia geograficzne, rozpoczęte w 1935 roku na Uniwersytecie Jagiellońskim przerwane z powodu wojny, ukończył w 1945 roku. Był uczestnikiem tajnego nauczania. Po ukończeniu studiów przez kilka miesięcy był nauczycielem geografii w cieszyńskim gimnazjum. 
W latach 1945–1949 pracował w Regionalnej Dyrekcji Planowania Przestrzennego, jako pracownik naukowy i kierownik oddziału studiów. Jednocześnie od grudnia 1945 roku był pracownikiem Instytutu Geograficznego Uniwersytetu Jagiellońskiego, początkowo jako asystent, a po obronie doktoratu (Studium izochron kolejowych Polski), w 1950 roku, jako adiunkt. W 1966 roku, na podstawie dysertacji Użytkowanie ziemi w Krakowie i przyległych częściach powiatu krakowskiego około 1960 roku uzyskał stopień docenta (dr habilitowanego). W 1983 roku został profesorem nadzwyczajnym. Od 1967 roku do przejścia na emeryturę (w 1985 roku) był kierownikiem Zakładu Geografii Ludności, Osadnictwa i Rolnictwa w Instytucie Geografii UJ. 
Prowadził prace z zakresu osadnictwa, planowania przestrzennego i regionalizacji. 
Był członkiem Komisji Nauk Geograficznych oraz Komisji Urbanistyki i Architektury Oddziału PAN w Krakowie. Należał do Polskiego Towarzystwa Geograficznego, w którym pełnił funkcję członka zarządu w latach 1947–1957. 
Prowadził zajęcia dla studentów UJ, a także studentów Akademii Ekonomicznej (w latach 1950–1955) oraz Akademii Pedagogicznej (w latach 1958–1961). Wypromował 214 magistrów i 9 doktorów. 
15 stycznia 1955 na wniosek Ministra Szkolnictwa Wyższego został odznaczony Medalem 10-lecia Polski Ludowej. 
Zmarł 15 sierpnia 2001, pochowany na cmentarzu Salwatorskim (sektor SC4-A-7).